# 海南馬口魚
海南馬口魚（学名：Opsariichthys hainanensis），又稱海南馬口鱲，為輻鰭魚綱鯉形目鲴科馬口魚属的其中一種。分布於亞洲中國海南省淡水流域，本魚背鰭軟條10-11枚，臀鰭軟條12-13枚，脊椎骨39-41枚，體長可達10.6公分，主要棲息在底中層水域，生活習性不明。

## 扩展阅读
維基物種上的相關：海南馬口魚